# St. Anne (Illinois)
St. Anne – wieś w Stanach Zjednoczonych, w stanie Illinois, w hrabstwie Kankakee.